# Club Atlético Estudiantes (Resistencia)
El Club Atlético Estudiantes es un club de fútbol de la ciudad de Resistencia, Chaco, Argentina. Actualmente milita en la primera "A" de la Liga Chaqueña de Fútbol. Fue fundado el 25 de junio de 1932, en el barrio de Villa Prosperidad donde actualmente tiene su sede y estadio. Participó en el Torneo Regional Federal Amateur 2021/2022, la cuarta división del fútbol argentino.

## Historia
El "Rojo" fue fundado el 25 de junio de 1932, en el barrio de Villa Prosperidad donde actualmente tiene su sede y estadio. El club se fundó con el nombre de Club Artes y Oficios, fue fundado por alumnos y profesores de la Escuela de Artes y Oficios (con Don Juan Stefanolo, Sacharias y Sanso como impulsores) En 1936 pasó a llamarse Club Atlético Estudiantes.

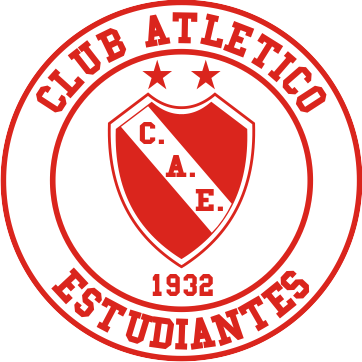

El color de su camiseta está inspirada en los colores del Club Liverpool de Inglaterra, con quien sus fundadores simpatizaban. El primer domicilio legal se encontraba en Av. 9 de Julio 455 de la ciudad de Resistencia, Chaco. A principio de 1960 adquiere el predio donde hoy funciona la sede y el Estadio de Futbol, con el Dr. Catin como ideólogo y la colaboración de muchas personas entre otros los señores Mancuso, Milon y Elías Sánchez por citar algunos. Se construyó el estadio en 1962 con domicilio actual en Nicolás Rojas Acosta 736. En sus tiempos fue un estadio modelo siendo el primero en liga chaqueña con tribunas de concreto y no de tablones. En primera división logró dos campeonatos: Torneo Apertura 1996 y el Clausura 2000. El estadio es llamado “La Caldera”.
En el año 2005 asciende a la primera "A" y permanece por un par de temporadas hasta que en 2007 luego de perder la promoción contra Nacional José María Paz regresa a la "B". En el año 2008 llegó a jugar la final de la primera "B" contra Vélez Sársfield Libertad donde perdió y no logró el tan anciado ascenso.
En el apertura 2009 el Club Atlético Estudiantes ganá la zona "A" del campeonato y juega la final contra Independiente Tirol. El Primer encuentro se lleva a cabo en Puerto Tirol e Independiente ganó 4 a 2 y la vuelta en cancha de For Ever, Estudiantes gana por el mismo resultado yendo a penales donde el equipo de Villa Prosperidad ganó 4 a 2 y pudo gritar campeón. Pero en el clausura del 2009 no se mantuvo en el nivel que tuvo anteriormente por las bajas de muchos jugadores y clasificó sexto en su zona, sin importar lo último el equipo disputó la final por el ascenso directo con Independiente Tirol(campeón Clausura 2009). El resultado global fue 6 a 3 a favor del equipo "taninero".
Al perder la final por el ascenso directo, el rojo clasifica directamente al hexagonal por una de las dos plazas para disputar la promoción contra un equipo de la primera división. El rival fue el Club Deportivo Luján, el primer encuentro fue en cancha de Regional, igualando 0 a 0, el segundo encuentro se disputó en cancha de Estudiantes donde el local perdió por 2 a 0. El encuentro se tuvo que suspender a los 30 minutos del segundo tiempo porque un jugador de la hinchada "Roja", con un proyectil, hirió al segundo juez de línea.
Luego de varios años de sinsabores, en 2013 logra consagrarse campeón de la Primera B y vuelve a la máxima división liguista luego de 6 años. En 2017, luego de estar a la vanguardia varios años seguidos luego de su vuelta a Primera A, logra consagrarse campeón de la Liga Chaqueña luego de 17 años, y un año más tarde, en 2018, logra el bicampeonato liguista, en una gran temporada para la institución del barrio Villa Gobernador Ferré, ya que antes logró salir campeón del Torneo Federal C 2018, título que le permitió ascender al Torneo Regional Federal Amateur 2019, primera edición de dicho certamen federal. Luego, en 2021, logra consagrarse por primera vez campeón del Torneo Federativo de la Federación Chaqueña de Fútbol, certamen en el cual había sido finalista en la edición 2016.

## Plantel 2022
Lisandro Borda; Mariano Aquino; Alan Benavidez; Braian Gómez; Rodrigo Sosa; Alan Esquivel; Santiago Velozo; Natanael Concha; Agustín Larrazábal
Defensores: Walter Javier Alarcón ex Sol de América (Formosa); Leonardo Vallejos Juric ex River (Embarcación); Enzo Barreto: Inferiores
Volantes: Maximiliano Alvarenga y Víctor Valoriani: Inferiores
Delanteros: Marcos Leonel Cabral ex San Martín de Formosa; Miguel Hageleit: Inferiores
Bajas
Gustavo Javier Maidana: a Olimpia San Antonio (Oberá)

## Estadio
El Estadio y la sede del Club Estudiantes se encuentra ubicado en la calle Laprida 2000 en el barrio de Villa Prosperidad, Resistencia. En el año 2007 fue cerrado por encontrarse no apto para la realizaciones de competencias deportivas (tanto de la primera "A" y primera "B") pero en el año 2009 tras un esfuerzo tremendo de parte de la dirigencia, socios e hinchas se remodelo el estadio aumentando su capacidad de 800 a 1200 espectadores. Luego, en 2016 se reinauguró ampliando a 2000 la capacidad de espectadores.

## Uniforme
Titular: Camiseta roja con detalles en blancos, pantalón y medias rojas.
Alternativa: Camiseta blanca con detalles rojos pantalón y medias rojas.

## Palmarés

### Torneos nacionales
- Torneo Federal C (1): 2018

### Torneos regionales
- Liga Chaqueña de Fútbol (4): Apertura 1996, Clausura 2000, 2017, 2018
- Torneo Federativo (1): 2021

## Rivalidades
Estudiantes mantiene un clásico muy fuerte llamado el "Clásico del Este" con el Club Atlético San Fernando. Esta dicha rivalidad nace en la cercanía de los clubes, ya que San Fernando es del barrio de Villa San Martín, barrio cercano a Villa Prosperidad de donde proviene el "Rojo".
Actualmente,el historial entre ambos equipos va así:
Victorias Estudiantes:11
Empates:6
Victorias San Fernando:4